# Nautikos Omilos Chios
Il Nautikos Omilos Chios è una società polisportiva greca, fondata nel 1930 nel comune di Chio.

## Palmarès
- Coppa di Grecia: 1

1990